# Amtsgericht Warburg

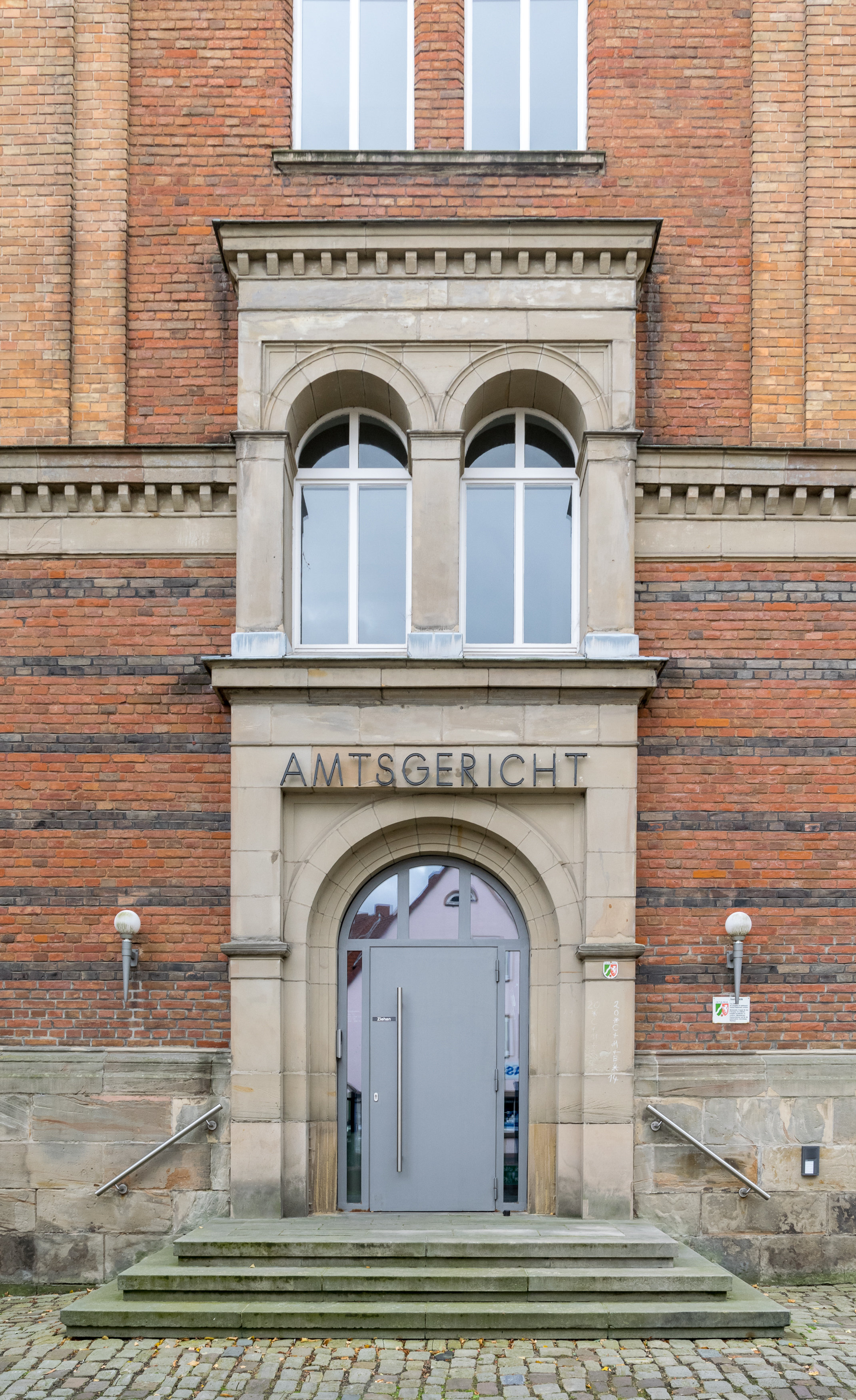
Eingang des Amtsgerichts Warburg

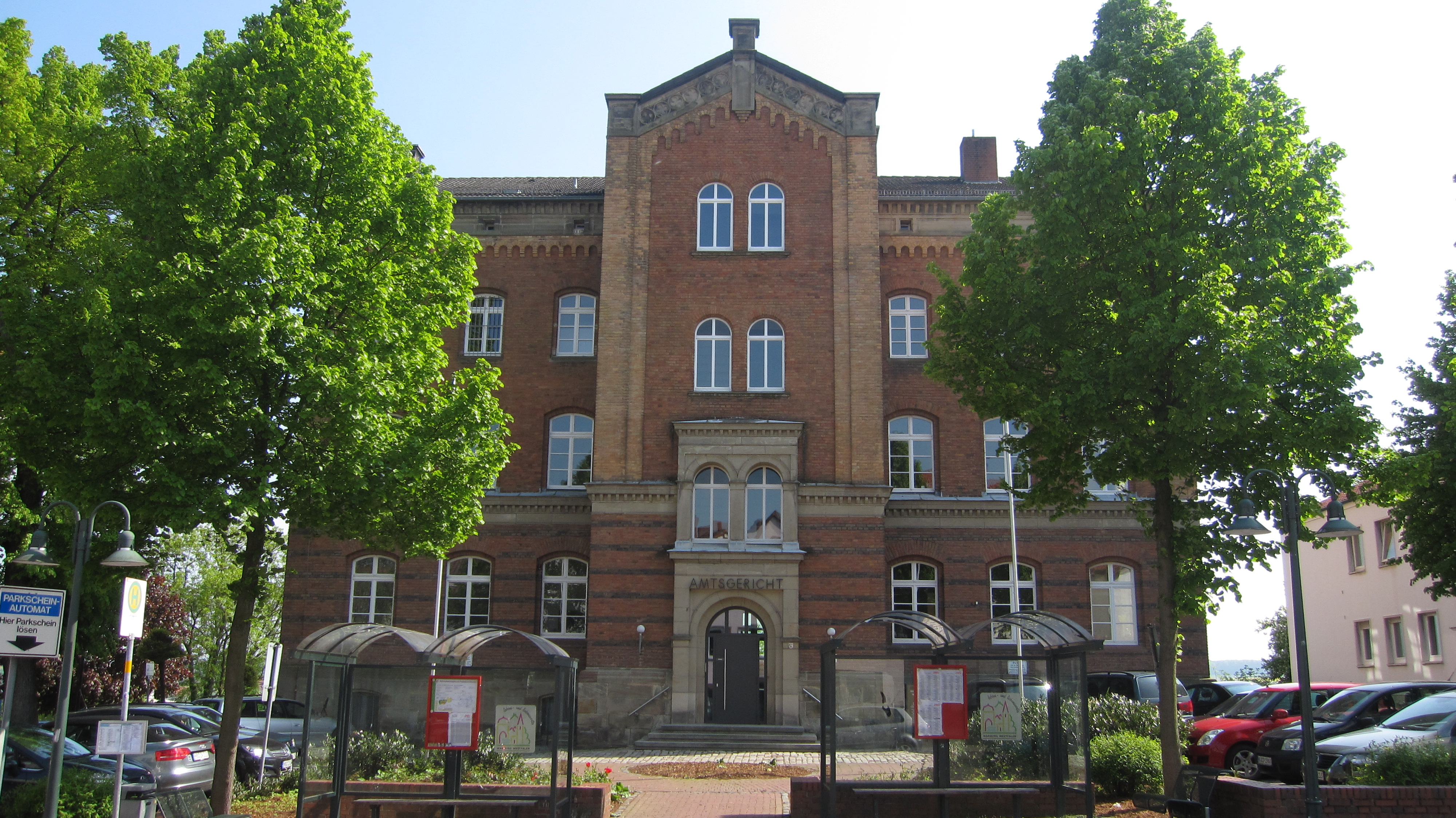
Amtsgericht Warburg (Gesamtansicht) mit Puhlplatz

Das Amtsgericht Warburg ist neben den Amtsgerichten in Brakel, Delbrück, Höxter, Lippstadt und Paderborn eines von sechs Amtsgerichten, die dem Landgericht Paderborn nachgeordnet sind. Dem Landgericht Paderborn ist das Oberlandesgericht Hamm übergeordnet.

## Gerichtsbezirk
Der Gerichtsbezirk umfasst die folgenden Orte und Ortsteile: Warburg (Stadt), mit den Ortsteilen Bonenburg, Dalheim, Daseburg, Dössel, Germete, Hohenwepel, Herlinghausen, Menne, Nörde, Ossendorf, Rimbeck, Scherfede, Welda, Wormeln und Borgentreich mit den Ortsteilen Borgholz Bühne, Drankhausen, Großeneder, Körbecke, Lütgeneder, Manrode, Muddenhagen, Natingen, Natzungen, Rösebeck, sowie Willebadessen mit den Ortsteilen Altenheerse, Borlinghausen, Eissen, Engar, Fölsen, Helmern, Ikenhausen, Löwen, Niesen, Peckelsheim, Schweckhausen, Willegassen.

## Gebäude
Das Gebäude des Amtsgerichts Warburg steht am Puhlplatz. Es wurde 1860–1862 im preußischen Rundbogenstil neu gebaut und durch den damaligen Kreisbaumeister Cramer formell dem Kreisgerichtsdirektor Joseph Weingärtner übergeben. Zuvor war das erste Dienstgebäude des Gerichtes Warburg in dem von der preußischen Obrigkeit aufgelösten Dominikanerkloster zwischen den Städten (Altstadt und Neustadt) untergebracht. Dort befanden sich auch die Amtswohnungen und das Gefängnis. Das Vorhaben, das Rathaus als Gerichtsgebäude zu nutzen, wurde von der Stadt Warburg abgelehnt. Im Jahre 1968 wurde ein Grundstück auf der Landfurt für einen Neubau des Amtsgerichtes gekauft, aber die Baupläne wurden nicht realisiert.

## Geschichte
Warburg besaß in der Zeit des Hochstifts Paderborn eine eigene Gerichtsverfassung. Durch die Eroberung des Hochstift 1802 durch den Preußischen Staat und die Annexion des Gebietes im Jahre 1803 sowie durch die zwischenzeitliche französisch-napoléonische Herrschaft, welche ein Königreich Westphalen (1807–1813) errichtete, und der Restauration, durch die das Gebiet wieder Preußen 1813 anheimfiel, wurde das Gerichtswesen mehrmals verändert und schließlich von der preußischen Obrigkeit neu geordnet.
Die Revolution des Jahres 1848 hatte umfassende justizpolitische Reformen zur Folge. Die letzten Reste der standesherrlichen, städtischen und Patrimonialgerichtsbarkeit wurden beseitigt und somit die untere Gerichtsbarkeit an den Staat gezogen. In Warburg entstand so das Kreisgericht Warburg. Durch das Gerichtsverfassungsgesetz 1878 wurden die heutigen Amtsgerichte geschaffen.
Das Amtsgericht Warburg wurde durch die Verordnung Nr. 857? aus der Gesetz-Sammlung Nr. 25 für die Königlich Preußischen Staaten vom 26. Juli 1878 aufgrund des § 21 des Ausführungsgesetzes zum Deutschen Gerichtsverfassungsgesetz vom 24. August 1878 zum 1. Oktober 1879 gegründet.
Sein Gerichtsbezirk umfasste den Kreis Warburg ohne die Teile, die dem Amtsgericht Borgentreich zugeordnet waren.
Am Gericht bestanden 1880 zwei Richterstellen. Das Amtsgericht war damit ein mittelgroßes Amtsgericht im Landgerichtsbezirk. Gerichtstage wurden in Dringenberg gehalten.
In Folge der Weltwirtschaftskrise wurden 60 Amtsgerichte als Folge von Sparverordnungen aufgehoben. Mit der Verordnung über die Aufhebung von Amtsgerichten vom 30. Juli 1932 wurde das Amtsgericht Borgentreich zum 30. September 1932 aufgehoben und sein Sprengel aufgeteilt. Die Stadtgemeinde Borgentreich und die Landgemeinden Bühne, Eissen, Körbecke, Lütgeneder, Manrode, Muddenhagen, Schweckhausen und Willegassen wurden dem Amtsgericht Warburg zugeordnet.